# Contea di Zhenkang
La contea di Zhenkang (镇康县S, Zhènkāng XiànP) è una contea della Cina, situata nella provincia di Yunnan e amministrata dalla prefettura di Lincang.